# نعومي كاواشيما
نعومي كاواشيما (باليابانية: 川島なお美؛ بالكانا: かわしま なおみ) هي مغنية وتارينتو وممثلة يابانية، ولدت في 10 نوفمبر 1960 في مورياما-كو في اليابان، وتوفيت في 24 سبتمبر 2015 في طوكيو في اليابان بسبب سرطانة الأقنية الصفراوية.

## وصلات خارجية
- نعومي كاواشيما على موقع IMDb (الإنجليزية)
- نعومي كاواشيما على موقع ميوزك برينز (الإنجليزية)
- نعومي كاواشيما على موقع أول موفي (الإنجليزية)
- نعومي كاواشيما على موقع أول ميوزيك (الإنجليزية)
- نعومي كاواشيما على موقع ديسكوغز (الإنجليزية)
- نعومي كاواشيما على موقع قاعدة بيانات الفيلم (الإنجليزية)